# Серочин (Соколовський повіт)
Серочин (пол. Seroczyn) — село в Польщі, у гміні Стердинь Соколівського повіту Мазовецького воєводства. Населення — 300 осіб (2011).

## Положення
Лежить над річкою Цетиня, притокою Західного Бугу.

## Історія
За даними митрополита Іларіона (Огієнка), 1533 року вперше згадується православна церква в селі. 1611 року Миколай Кішка звів церкву в Серочині. 1670 року Ян з Течина Оссолінський збудував нову церкву.
У 1827 році в селі налічувалося 63 будинки та 497 жителів. 1849 року зведено нову церкву. Серочин був одним з крайніх поселень, у яких ще існувала греко-католицька церква (з 1875 року православна).
Наприкінці 1880-х років у селі було 69 домів і 736 мешканців, діяла початкова школа та православна парафіяльна церква. Поблизу лежав однойменний фільварок.
У 1975-1998 роках село належало до Седлецького воєводства.

## Населення
Демографічна структура станом на 31 березня 2011 року:
|          | Загалом | Допрацездатний вік | Працездатний вік | Постпрацездатний вік |
| -------- | ------- | ------------------ | ---------------- | -------------------- |
| Чоловіки | 136     | 22                 | 83               | 31                   |
| Жінки    | 164     | 24                 | 80               | 60                   |
| Разом    | 300     | 46                 | 163              | 91                   |